# Louis-Martin Daubert
Louis-Martin Daubert est un homme politique français né le 21 décembre 1739 à Villeneuve-sur-Lot (Lot-et-Garonne) et décédé à une date inconnue.
Juge à Villeneuve-sur-Lot, il est député du tiers état aux États généraux de 1789 pour la sénéchaussée d'Agen.

## Sources
- « Louis-Martin Daubert », dans Adolphe Robert et Gaston Cougny, Dictionnaire des parlementaires français, Edgar Bourloton, 1889-1891 [détail de l’édition]